# 三沢城
三沢城（みざわじょう）は、島根県仁多郡奥出雲町三沢にあった日本の城。尼子十旗と呼ばれる戦国大名・尼子氏の家臣団が守る城塞群（日本の城）の1つ。島根県指定史跡。

## 歴史
信濃源氏の後裔で、信濃国飯島郷地頭の一族が、承久3年（1221年）の承久の乱で戦功をあげ、出雲国三沢庄を与えられ三沢氏を称した。三沢為長（為仲）は、因幡国鹿野（鳥取市。旧気高郡鹿野町）を経て往来し、この地で良質な砂鉄を採取して野タタラ製鉄、山野開拓により力をつけ、嘉元3年（1305年）、仁多郡内をはじめ島根半島までも一望できる要衝の地・鴨倉山に当城、要害山三沢城を築城したのがはじまりである。
築城と同時に、為長は信濃から当地に移り、以後、姓も三沢と改める。延元3年（1338年）、大原香折新宮（加茂町屋裏）の地頭職となり、出雲平野部進出の足がかりを得た。
永正6年（1509年）、三沢為忠の代に、横田の高鍔山に藤ヶ瀬城を築城しここに移ったが、三沢城には城番を置いていたものと見られる。
天文9年（1540年）、この頃、三沢為幸は尼子氏に従って吉田郡山城の毛利氏を攻める（吉田郡山城の戦い）。毛利元就に敗れた尼子勢が敗走する中、三沢十勇士を引き連れて、毛利本陣を襲い、ここで討死する。
永禄元年（1558年）、三沢為清は、尼子晴久に従い、再度、毛利攻めに出陣、この時、三沢城留守居役・布広氏は、郎党を引き連れて、毛利本体に合流せんとする高野山城勢を阿井福原で破った。
永禄3年（1560年）、三沢氏は毛利氏に降礼をとり、後は毛利氏に従って尼子氏の高尾城・馬木矢筈城攻め、永禄9年（1566年）に尼子氏の本城・月山富田城攻め（尼子氏、毛利氏に降る）、天正6年（1578年）には織田信長の庇護を受けて再興を目論む尼子勝久・山中幸盛の上月城を攻め（上月城の戦い）、続いて天正9年（1581年）同じく羽柴秀吉により水攻めを受ける備中高松城救援などに従った（備中高松城の戦い）。
しかし、天正17年（1589年）、三沢氏の威勢を恐れた毛利氏の甘言により、三沢為虎は、一族郎党と共に安芸に出頭し、厳しい監視下に置かれ、三沢に帰城することも許されないまま、長門国厚狭郡に1万石を与えられ、毛利氏家臣となった。
この後の三沢城の委細については不明である。

## 構造

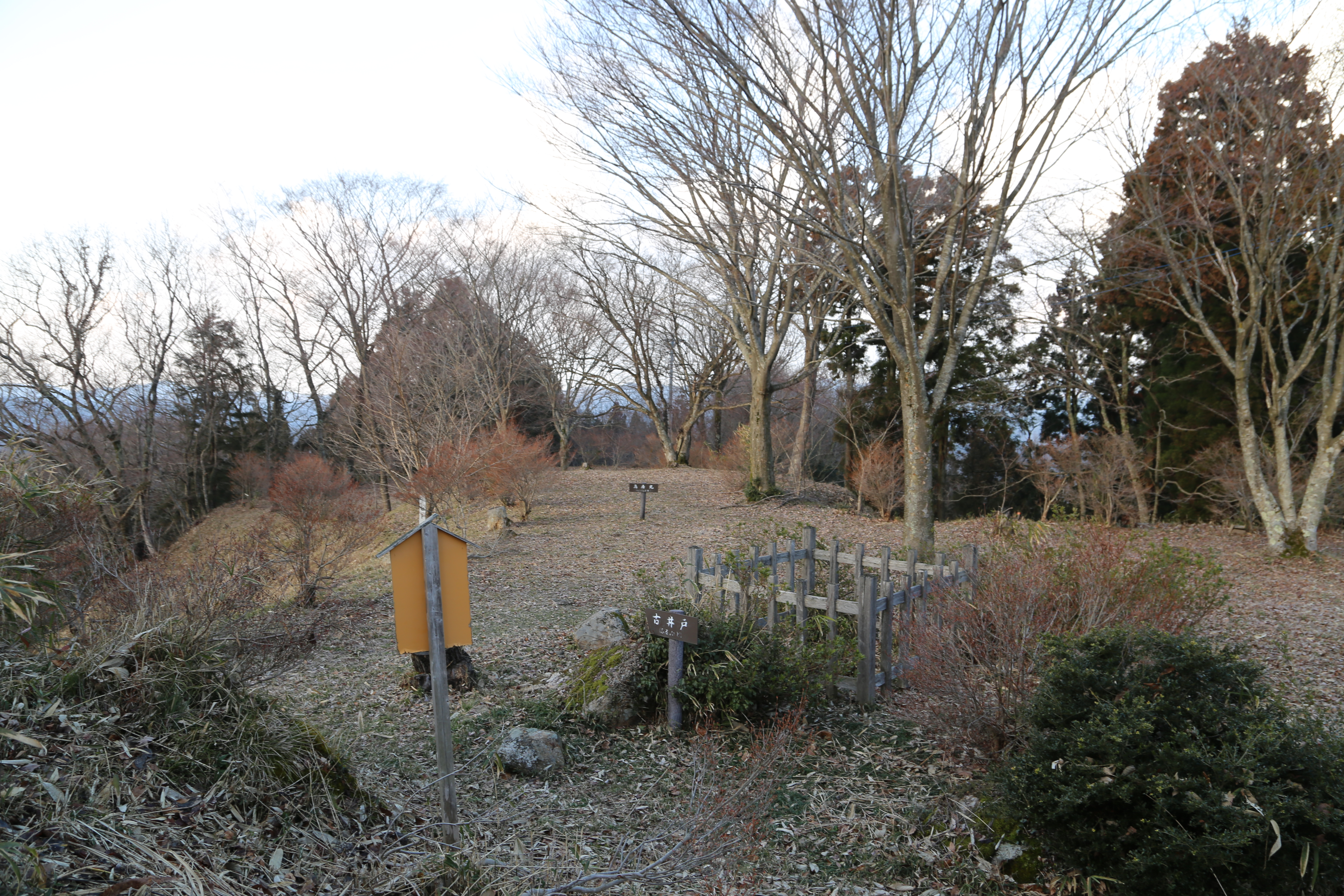
三沢城本丸

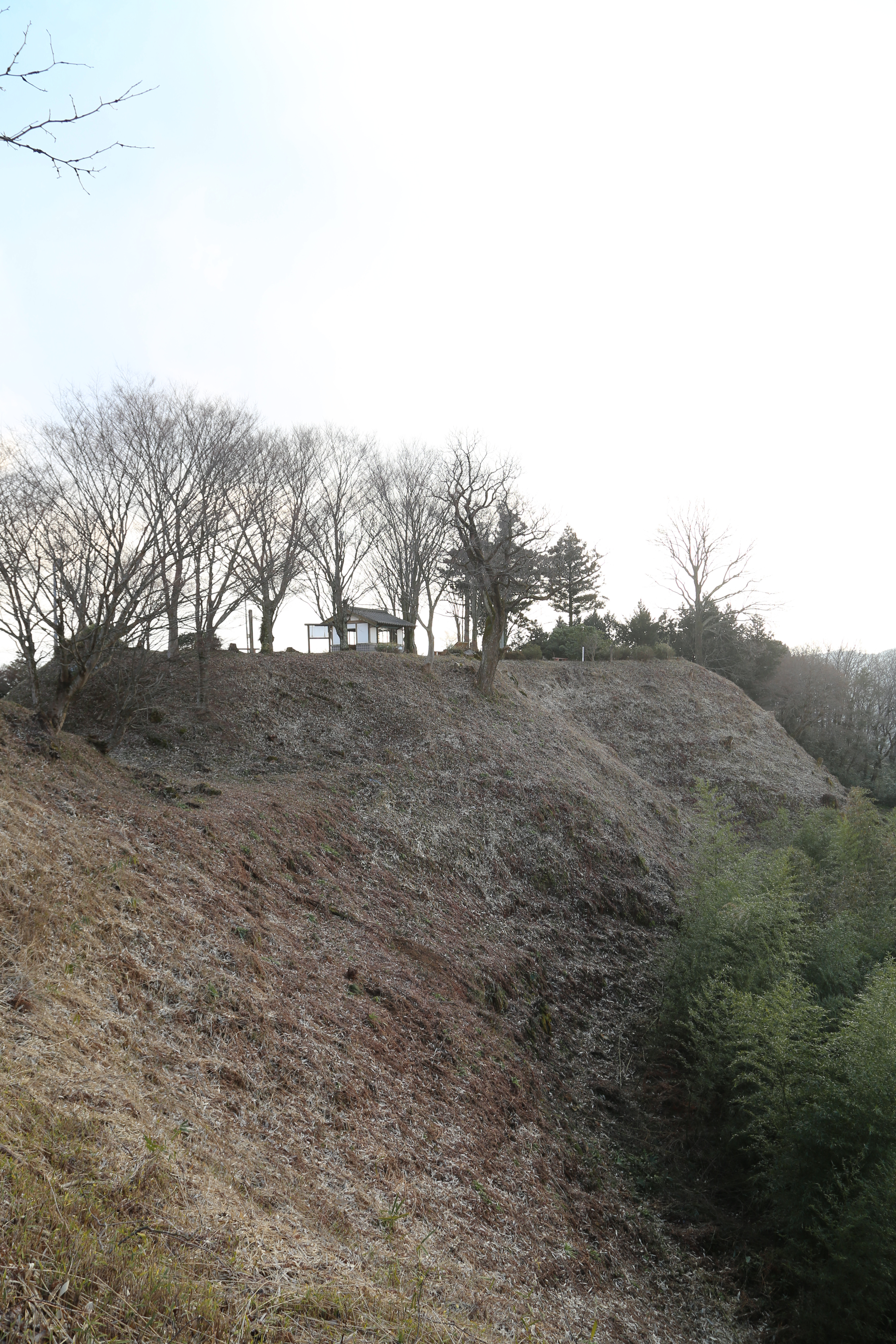
三沢城本丸北側の切岸

標高418メートルの要害山を利用して築造された。北の斐伊川、南の阿井川、東の三沢川を天然の堀とし、城の裏手に当たる西側は阿井川に沿って比高200メートルを越える切り立った崖とする天然の要害となっている。当城と布広城の複合式城塞としては、出雲国人が築いたものとして山陰で最大のものと言われ、中世山城の代表的な遺構として島根県史跡の指定を受けている。
山麓には複数の屋敷と出丸があり、大手門を入ると二の丸である。更に神の木坦など複数の曲輪を傾斜地に設けて、城址碑のある1つのピークに至る。当城は2つのピークを持つ複郭式城塞であり、虎口をたどると北の郭、鳥居丸から本丸に至る。更にその南下に、馬乗馬場、岩棚と呼ばれる曲輪が設けられている。